# William Jameson Cairnes
William Jameson Cairnes (Drogheda, 7 giugno 1896 – Estaires, 1º giugno 1918) è stato un militare e aviatore canadese, asso dell'aviazione durante la grande guerra che prestò servizio nel Royal Flying Corps conseguendo 5 vittorie accertate e una condivisa in combattimento aereo, tra il 17 maggio 1917 e il 30 maggio 1918.

## Biografia

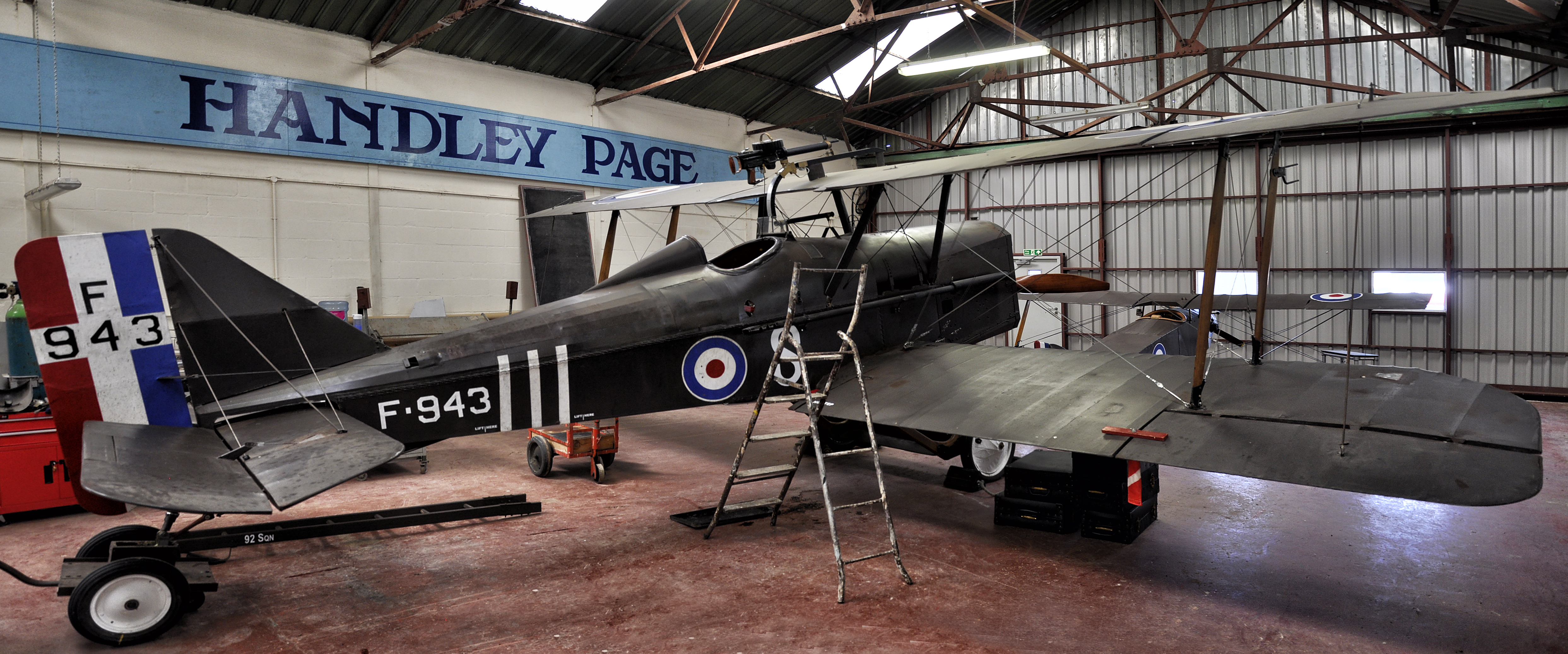
Un caccia S.E.5 esposto presso lo Yorkshire Air Museum di Elvington, Gran Bretagna.

Nacque a Drogheda, Contea di Louth, Irlanda, il 7 giugno 1896, figlio di William Plunket e Alice Jane Algar. Studiò a Rugby e poi a Cambridge, divenendo successivamente ufficiale di fanteria nel 1° Battaglione del Leinster Regiment. Entrò nel Royal Flying Corps in Egitto e divenne flying officer il 6 novembre 1916, venendo promosso capitano il 20 dicembre dello stesso anno. Nella primavera del 1917 fu assegnato al No.19 RFC Squadron operante sul fronte occidentale conseguendo la sue prime vittoria il 17 maggio a spese di un Albatros C abbattuto volando su uno SPAD S.VII a est di Croisilles, e di un Albatros D.III abbattuto a nord di Vitry. Il 19 maggio conseguì la sua terza vittoria abbattendo un Albatros D.V su Warneton. Una quarta vittoria a spese di una biposto fu reclamata il 30 giugno, ma gli fu riconosciuta in compartecipazione. Rientrato in Gran Bretagna operò come istruttore fino a quando non fu nominato comandante di squadriglia del neocostituito No.74 RAF Squadron equipaggiato con i Royal Aircraft Factory S.E.5a. Ritornato in Francia con il suo reparto conseguì una quarta vittoria abbattendo un D.V su Armentières il 21 aprile 1918, e una quinta a spese di un D.V abbattuto il 30 maggio su Steenwerck.
Rimase ucciso in azione, a nord-est di Estaires il 1 giugno, quando il suo SE5 fu abbattuto dall'asso Paul Billik della Jagdstaffel 52. James Ira Thomas Jones fu testimone dell'evento e riferì che l'aereo di Cairnes precipitò dopo aver perso un'ala.

### Annotazioni
1. ↑  Tale vittoria gli fu assegnata in condivisione con Wilfred Ernest Young.

### Fonti
1. 1 2 3 4 5 6  Shores, Franks, Guest 1996, p. 94.
2. 1 2 3 4 5 6  The Aerodrome.